# Gniewino
Gniewino (deutsch Gnewin; kaschubisch Gniéwino) ist ein Dorf mit Sitz der gleichnamigen Landgemeinde in der polnischen Woiwodschaft Pommern und gehört zum Powiat Wejherowski (Neustädter Kreis).

## Geographische Lage
Das Dorf liegt in Hinterpommern, in der Nähe der früheren Grenze zu Westpreußen, etwa zwölf Kilometer südlich der Ostseeküste und 19 Kilometer nordwestlich von Wejherowo (Neustadt in Westpreußen).

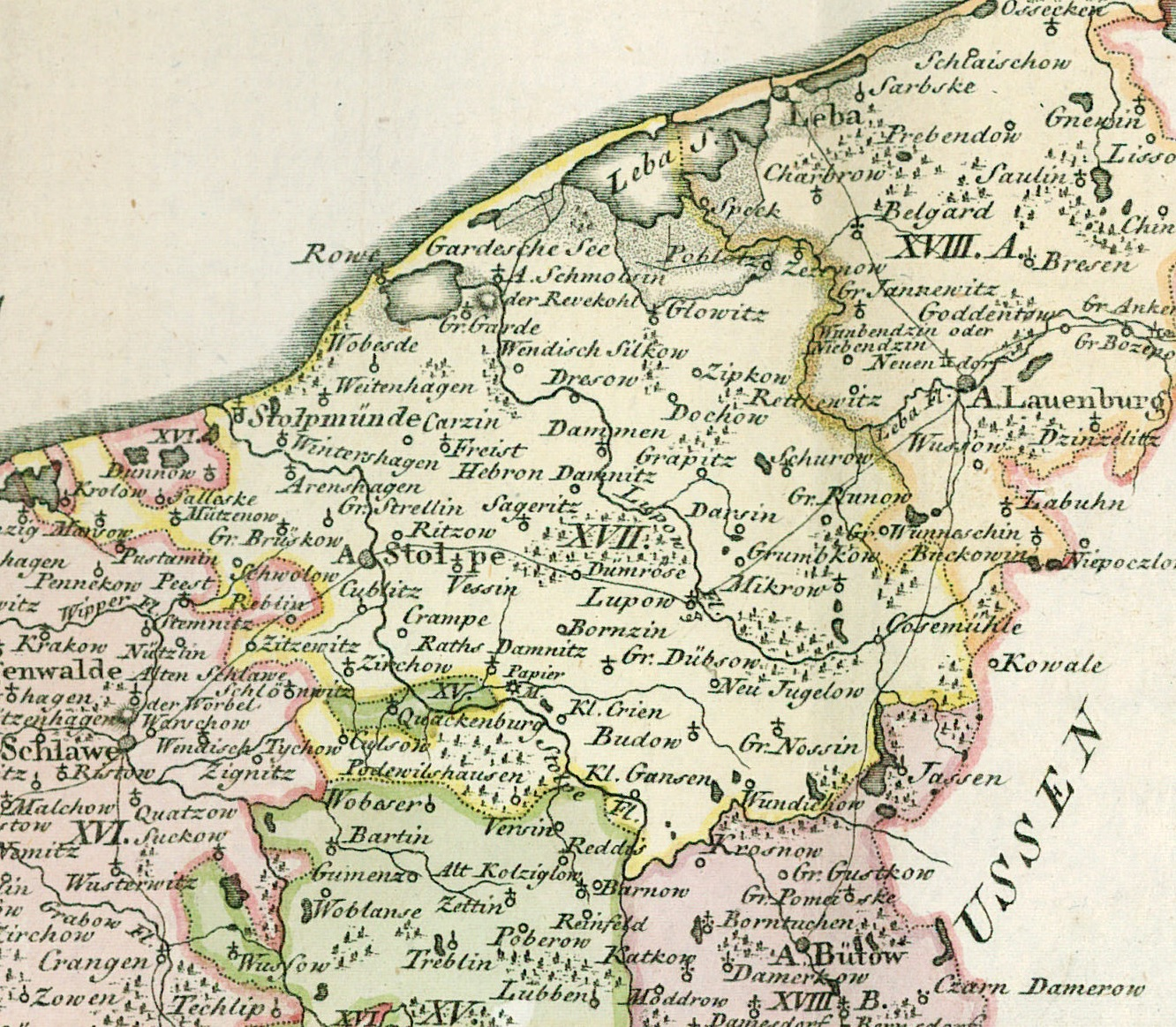
Gnewin, ostnordöstlich der Stadt Stolp (früher Stolpe geschrieben), nordnordöstlich von Lauenburg i. Pom. und ostsüdöstlich der Stadt Leba, auf einer Landkarte von 1794

Gnewin, nordnordöstlich von Lauenburg in Pommern und ostsüdöstlich der Stadt Leba, auf einer Landkarte von 1910

## Geschichte

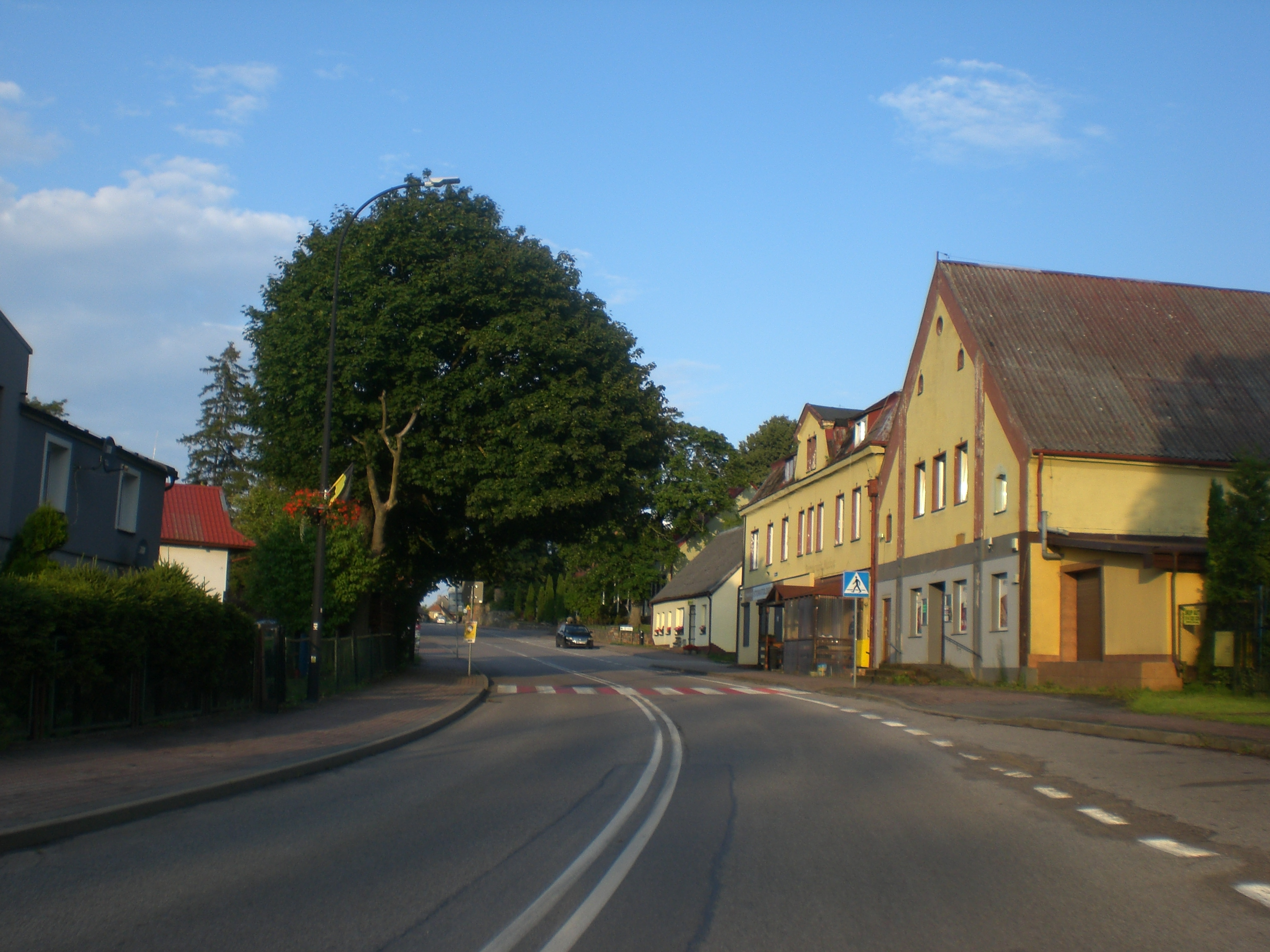
Dorfstraße (2023)

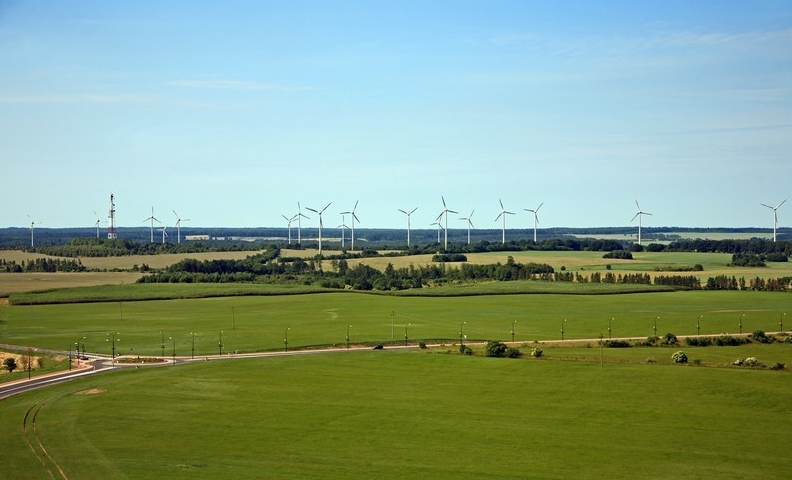
Windkraftanlage bei dem Ort

Gnewin – in alter Zeit auch Groß Gnewin (Grote Gnewin) genannt – war wohl ursprünglich ein Pirchsches Gut und wurde nach 1474 auf Befehl der Herzogin Sophia dem Kloster Zarnowitz eingeräumt, das ein älteres Anrecht darauf gehabt zu haben scheint. Die Nonnen verkauften den weit entfernten Ort 1528 an Klaus von Weiher. Letzter Besitzer aus der Familie Weiher war der Sohn des Landrichters Ernst von Weiher, Franz von Weiher, dessen einzige Tochter mit einem Natzmer verheiratet war. Nach den Natzmers werden 1711 die Jatzkows als Besitzer genannt. 1756 gehörte das Dorf bereits zu den Majoratsgütern der Familie Rexin.
Am 1. April 1927 hatte das Gut Gnewin eine Flächengröße von 843 Hektar, und am 16. Juni 1925 hatte der Gutsbezirk 247 Einwohner. Zu den gleichen Zeiten hatte das Gut Gnewinke eine Flächengröße von 345 Hektar und 110 Einwohner. Am 30. September 1928 wurden die Gutsbezirke Gnewin und Gnewinke in die Landgemeinde Gnewin eingegliedert.
Der Besitzer Max von Pirch-Wobensin ließ 1930/31 den Besitz aufteilen bei 1129 Hektar und 67 Stellen.
Anfang der 1930er Jahre hatte die Landgemeinde Gnewin eine Flächengröße von 18 km². Innerhalb der Gemeindegrenzen standen insgesamt 67 bewohnte Wohnhäuser an vier verschiedenen Wohnstätten:
1. Fredrichsrode
2. Gnewin
3. Gnewiner Mühle
4. Gnewinke

Um 1935 hatte Gnewin unter anderem eine Niederlassung des Spar- und Darlehnskassenvereins, vier Gemischtwarenläden, eine Mühle, zwei Schmieden und zwei Stellmachereien.
Bis 1945 gehörte Gnewin zum Landkreis Lauenburg in Pommern im Regierungsbezirk Köslin der preußischen Provinz Pommern im Deutschen Reich. Der Ort bildete einen Amtsbezirk, zu dem die Gemeinden Bychow, Enzow, Groß Perlin, Klein Perlin, Lissow Lissow, Mersin und Tadden gehörten. Gnewin war außerdem Sitz eines Standesamtes. Das zuständige Amtsgericht war das in Lauenburg.
Gegen Ende des Zweiten Weltkriegs besetzte im Frühjahr 1945 die Rote Armee die Region. Bald darauf wurde der Kreis Lauenburg von der Sowjetunion zusammen mit ganz Hinterpommern der Volksrepublik Polen zur Verwaltung überlassen. Anschließend begann die Zuwanderung polnischer Zivilisten, von denen die einheimischen Dorfbewohner aus ihren Häusern und Gehöften gedrängt wurden. Gnewin wurde zu Gniewino polonisiert. In der darauf folgenden Zeit wurden die Alteinwohner von der polnischen Administration aus Gnewin vertrieben.
Nach 1945 kam der Ort zum Powiat Wejherowski in der polnischen Woiwodschaft Pommern (bis 1998 Woiwodschaft Danzig). Er ist heute Teil und Amtssitz der Gmina Gniewino.

### Demographie
| Jahr | Einwohner | Anmerkungen |
| ---- | --------- | --- |
| 1818 | 096       | adliges Kirchdorf und Wassermühle                                                                                              |
| 1852 | 310       | Dorf |
| 1867 | 361       | davon 184 in der Landgemeinde und 177 im Gutsbezirk                                                                            |
| 1871 | 383       | davon 193 (190 Evangelische und drei Katholiken) in der Landgemeinde und 190 (188 Evangelische, zwei Katholiken) im Gutsbezirk |
| 1910 | 408       | davon 196 in der Landgemeinde und 212 im Gutsbezirk                                                                            |
| 1925 | 691       | davon 641 Evangelische und 48 Katholiken                                                                                       |
| 1933 | 864       | [ 12 ] |
| 1939 | 914       | [ 12 ] |

## Kirche

### Dorfkirche

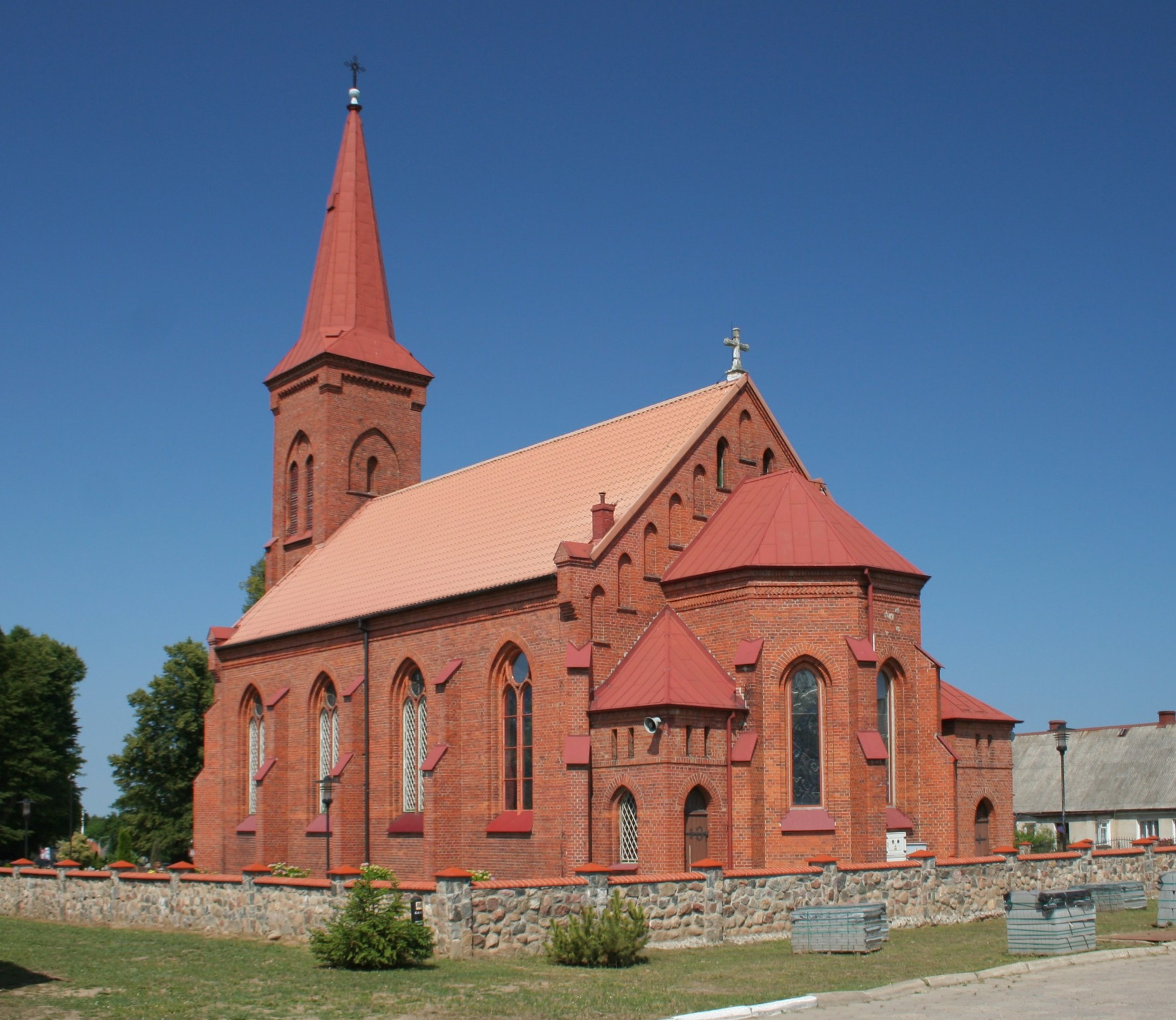
Dorfkirche, bis 1945 Gotteshaus der evangelischen Pfarrgemeinde Gnewin

Die Gnewiner Kirche ist ein um 1890 entstandener Ziegelrohbau. Die Vorgängerkirche brannte Anfang des 17. Jahrhunderts ab.
Das evangelische Gotteshaus wurde nach dem Zweiten Weltkrieg von der polnischen Administration zugunsten der Römisch-katholischen Kirche in Polen zwangsenteignet und vom polnischen katholischen Klerus ‚neu geweiht‘.

### Kirchspiel bis 1945
Die Parochie Gnewin ist in vorreformatorischer Zeit entstanden. Mit der Reformation hielt hier die lutherische Lehre Einzug. Im Jahre 1570 fand die erste evangelische Kirchenvisitation statt, die der Pommernherzog Johann Friedrich durchführen ließ.
Das evangelische Kirchspiel Gnewin gehörte zum Kirchenkreis Lauenburg in Pommern in der Kirchenprovinz Pommern der Kirche der Altpreußischen Union, war vor 1945 sehr großflächig und umfasste zwölf eingepfarrte Ortschaften: Burgsdorf, Bychow, Friedrichsrode, Gnewinke, Groß Perlin, Klein Perlin, Kolkau, Lissow, Mersin, Nadolle, Oppalin, Rauschendorf und Tadden. Im Jahr 1940 zählte es 2061 Gemeindeglieder. Der Bestand an Kirchenbüchern reichte bis 1640 zurück.
Das katholische Kirchspiel war in Tillau.
Pfarrer 1535 bis 1945
Seit der Reformation bis zum Ende des Zweiten Weltkriegs amtierten in Gnewin 21 evangelische Geistliche:
1. Nikolaus Petrokisius, 1547–1559
2. Johann Wattike, 1559–1562
3. Matthias Petrokisius (Sohn von 1.), 1562–1565
4. Laurentius Schmalka, 1566–1580
5. Paulus Hartke, 1581–1590
6. Petrus Riscovius, ?–?
7. Daniel Rudewick, 1644–1670
8. Georg Bansius, 1672–1699
9. Jakob Swietlicki, 1700–1744
10. Gottfried Poplowski, 1745–1761
11. Johann Steinkampf, 1762–1806
12. Johannes Jakobus Tybusch, 1807–1822
13. Johann Traugott Zuther, 1824–1832
14. Karl August Theodor Bodin, 1837–1851
15. Philipp Anton Heinrich Schmitt, 1852–1853
16. Heinrich Joachim Karl Lüttke, 1855–1886
17. Max Louis Trapp, 1887–1893
18. Reinhold Ferdinand Hoffmeister, 1894–1904
19. Ferdinand Robert Walter Ehmann, 1905–1909
20. Reinhold Noll, 1910–1928
21. Johannes Scheel, 1929–1945

### Polnisches Kirchspiel seit 1945
Die seit 1945 und Vertreibung der einheimischen Dorfbewohner anwesende polnische Einwohnerschaft ist überwiegend katholisch. 1977 wurde eine eigene Pfarrei errichtet, außerdem wurde der Ort Sitz eines Dekanates, das seit 1992 zum Bistum Pelplin der Katholischen Kirche in Polen gehört. Zum Dekanatsbezirk gehören die neun Pfarreien: Białogóra (Wittenberg), Bożepole Wielkie (Groß Boschpol), Brzeżno Lęborskie (Bresin), Choczewo (bis 1937 Chottschow, 1938 bis 1945 Gotendorf), Gniewino (Gnewin), Kostkowo (Althammer), Łęczyce (Lanz), Wierzchucino (Wierschutzin) und Zwartowo (Schwartow).
Hier jetzt lebende evangelische Polen sind dem weit entfernten Pfarramt der Kreuzkirchengemeinde in Słupsk (Stolp) in der Diözese Pommern-Großpolen der Evangelisch-Augsburgischen Kirche in Polen zugeordnet, deren nächstgelegene Predigtstätte in Lębork (Lauenburg) ist.

## Söhne und Töchter des Ortes
- Reinhard Blum (* 1933), deutscher emeritierter Hochschulprofessor für Betriebswirtschaftslehre

## Gmina Gniewino
Die Landgemeinde Gniewino umfasst eine Fläche von 176,2 km², was 13,74 % der Gesamtfläche des Powiat Wejherowski entspricht. Hier sind mehr als 7400 Einwohner registriert.

## Verkehr
Das Gemeindegebiet Gniewino ist lediglich durch kleinere, aber sehr zahlreiche Nebenstraßen sowie viele Landwege erschlossen.
Bis zum Jahre 2001 (Personenverkehr) bzw. 2004 (Güterverkehr) war das Gebiet der Gemeinde Gniewino an das Bahnnetz angeschlossen.
Im Jahre 1902 baute die Kleinbahn Neustadt – Prüssau die Strecke von Neustadt in Westpreußen (heute polnisch: Wejherowo) über Rieben (Rybno) nach Prüssau (Prusewo), im Jahre 1905 weiter nach Chottschow (Choczewo), und im Jahre 1910 erfolgte die Verlängerung der Strecke durch die Kleinbahn Chottschow – Garzigar nach Garzigar (Garczegorze) an der Bahnlinie Lauenburg (Lębork) – Leba (Łeba).
An dieser Kleinbahnstrecke lagen im Gebiet der heutigen Gmina Gniewino die Bahnstationen: Rieben (Rybno), Schluschow (Słuszewo), Lissow (Lisewo), Kolkau-Gnewin (Gniewino), Friedrichsrode (Strzebielinko) und Burgsdorf-Bychow (Toliszczek).
Zwischen 1919 und 1939 war der Bahnbetrieb wegen der Grenzziehung des Polnischen Korridors zwischen Gohra (1939 bis 1945 Überbrück, heute Zamostne) und Rieben (Rybno) unterbrochen.